# Sergio Pelegrín
Sergio Pelegrín López (Barcellona, 18 aprile 1979) è un allenatore di calcio ed ex calciatore spagnolo di ruolo difensore.

## Carriera

### Club
Dopo aver giocato in seconda serie con Salamanca, Rayo Vallecano ed Elche, con quest'ultima squadra milita in Primera División nella stagione 2013-2014.

### Nazionale
Ha giocato alcune partite amichevoli con le Nazionali Under-17, Under-18 ed Under-20.

## Palmarès

### Club

#### Competizioni nazionali
- Segunda División (Spagna): 1

Elche: 2012-2013